# Дарјуш Лавринович
Дарјуш Лавринович (литв. Darjuš Lavrinovič; Вилњус, СССР, 1. новембар 1979) је литвански кошаркаш пољског порекла. Игра на позицији центра. Његов брат близанац Кшиштоф је такође кошаркаш.

## Успеси

### Клупски
- Жалгирис:
  - Првенство Литваније (3): 2003/04, 2004/05, 2012/13.
  - Балтичка лига (1): 2004/05.
- Фенербахче:
  - Првенство Турске (1): 2010/11.
  - Куп Турске (1): 2011.
- ЦСКА Москва:
  - Првенство Русије (1): 2011/12.
  - ВТБ јунајтед лига (1): 2011/12.
- Будивељник:
  - Првенство Украјине (1): 2013/14.
  - Куп Украјине (1): 2014.
- Ређо Емилија:
  - Суперкуп Италије (1): 2015.

### Појединачни
- Идеални тим Евролиге — друга постава (1): 2005/06.
- Идеални тим Еврокупа — друга постава (1): 2013/14.

### Репрезентативни
- Европско првенство:
  -  2013.
  -  2007.